# قزل‌آباد (همدان)
قزل‌آباد (همدان)، روستایی از توابع شهرستان فامنین در استان همدان ایران است.
پیشه عموم مردم این روستا صنایع کشاورزی ، صیفی جات (هندوانه سیب زمینی ، خربزه ، خیار و ... می باشد

## جمعیت
این روستا در دهستان مفتح قرار دارد و براساس سرشماری مرکز آمار ایران در سال ۱۳۹۵، جمعیت آن ۱۰۰۵ نفر (۳۰۶خانوار) بوده‌است.